# Bayerotrochus pyramus
Bayerotrochus pyramus is een slakkensoort uit de familie van de Pleurotomariidae. De wetenschappelijke naam van de soort is voor het eerst geldig gepubliceerd in 1967 door Bayer.